# والتر کایزر (بازیکن فوتبال)
والتر کایزر (انگلیسی: Walter Kaiser; ۲ نوامبر ۱۹۰۷ – ۲۵ فوریهٔ ۱۹۸۲) بازیکن فوتبال اهل فرانسه بود.
از باشگاه‌هایی که در آن بازی کرده‌است می‌توان به باشگاه فوتبال رن اشاره کرد.